# Ormosia holotricha
Ormosia holotricha là một loài ruồi trong họ Limoniidae. Chúng phân bố ở miền Tân bắc.